# باتريك ريتش
باتريك ريتش (بالإنجليزية: Patrick Rich)‏ هو لاعب دوري الرغبي بريطاني، ولد في القرن العشرين.